# Сокальський деканат
Сокальський деканат — колишня структурна одиниця Перемишльської єпархії греко-католицької церкви з центром в м. Сокаль. Очолював деканат декан.

## Територія
Описи деканату (матеріали візитацій) починаючи з 1748 року наявні в Перемишльському архіві.
В 1936 році в Сокальському деканаті було 16 парафій:
1. Парафія с. Бобятин з філіями в с. Копитів, с. Лещатів;
2. Парафія с. Волиця Комарева з філією в с. Комарів;
3. Парафія с. Добрачин;
4. Парафія с. Завишень;
5. Парафія с. Зубків з філією в с. Переспа;
6. Парафія с. Лучичі з філією в с. Шарпанці;
7. Парафія с. Поториця з приходом у с. Вілька Поторицька;
8. Парафія с. Радванці з філіями в с. Тишиця, с. Гоголів;
9. Парафія с. Рожджалів з філією в с. Корчин;
10. Парафія с. Скоморохи з філією в с. Барані Перетоки та приходом у с. Ільковичі;
11. Парафія м. Сокаль;
12. Парафія с. Спасів з філією в с. Первятичі;
13. Парафія с. Стенятин з філією в с. Свитазів;
14. Парафія м. Тартаків з філією в с. Горбків, с. Тартаків село з присілком Ксаверівка та приходом у с. Тартаковець;
15. Парафія с. Торки з філією в с. Бишів та приходом у с. Збоїска;
16. Парафія с. Яструбичі з філією в с. Поздимир.

### Декан
- 1936 — Ничай Стефан у Сокалі.

### Кількість парафіян
1936 — 31 785 осіб.
Деканат було ліквідовано в 1946 р.